# Рихтер, Кристина
Кристина Рихтер (нем. Kristina Richter , род. 24 октября 1946, Цвиккау, Германия) — немецкая гандболистка, двукратный призёр Олимпийских игр.
Знаменосец команды Германской Демократической Республики на церемонии открытия Олимпиады-80 в Москве.

## Биография
Кристина Рихтер, до замужества — Хохмут (нем. Kristina Hochmuth), родилась в городе Цвиккау в советской зоне оккупации Германии.
Начала играть в местной юношеской команде «BSV Aktivist Karl Marx Zwickau» (в настоящее время — клуб «BSV Sachsen Zwickau»), с 1965 до конца 1980 года выступала за столичный клуб «Berliner TSC».
Победитель Чемпионатов ГДР 1974, 1977, 1978 и 1980 годов. Победитель Кубка клубных команд ГДР в 1977, 1978, 1979 и 1980 годах.
Участник соревнований на Кубок обладателей Кубков Европейской гандбольной федерации 1977 и 1979 годов.
В составе сборной команды ГДР стала победительницей Чемпионатов мира по гандболу 1971, 1975 и, 1978 годов.
Серебряный призёр XXI Летних Олимпийских игр (1976) и бронзовый призёр XXII Летних Олимпийских игр (1980).
Получила почётный титул «Лучшая гандболистка ГДР 1980 года». После завершения карьеры — тренер, спортивный педагог.
Замужем, мать двоих детей.